# Пляжний волейбол на літніх Олімпійських іграх 2024 — чоловічий турнір
Чоловічий турнір з пляжного волейболу на літніх Олімпійських іграх 2024 у Парижі тривав з 27 липня до 10 серпня на Марсовому полі. Змагалися 24 команди (48 спортсменів) з 18 країн.

## Розклад змагань
Змагання відбулися за таким розкладом.
| ГЕ | Груповий етап | LL | Плей-оф лакі-лузерів | 1/8 | 1/8 фіналу | ¼ | Чвертьфінали | ½ | Півфінали | Б | Матч за бронзову медаль | Ф | Фінал |

| Суб 27 | Нед 28 | Пон 29 | Вів 30 | Сер 31 | Чет 1 | П'ят 2 | Суб 3 | Суб 3 | Нед 4 | Пон 5 | Вів 6 | Сер 7 | Чет 8 | П'ят 9 | Суб 10 | Суб 10 |
| ------ | ------ | ------ | ------ | ------ | ----- | ------ | ----- | ----- | ----- | ----- | ----- | ----- | ----- | ------ | ------ | ------ |
| ГЕ     | ГЕ     | ГЕ     | ГЕ     | ГЕ     | ГЕ    | ГЕ     | ГЕ    | LL    | 1⁄8   | 1⁄8   | ¼     | ¼     | ½     |        | Б      | F      |

## Рефері
Турнір судили рефері в такому складі:
- Освальдо Сумавіль
- Жизелі Амантіну
- Браян Гіберт
- Ван Ліцзюнь
- Хуан Карлос Сааведра
- Сільвен Друар
- Харалампос Пападогулас
- Давіде Крешентіні
- Маріко Сатомі
- Аґнєшка Мишковська
- Руй Карвалью
- Жан Мукундіякурі
- Роберт Леко
- Джованні Бейк
- Хосе Марія Падрон
- Брігем Біті

## Груповий етап
Розклад оголошено 4 липня 2024 року.
Вказано центральноєвропейський літній час (UTC+2).

### Група A
| Поз | Team                        | Pld | W | L | Pts | SW | SL | SR    | SPW | SPL | SPR   | Кваліфікація |
| --- | --------------------------- | --- | - | - | --- | -- | -- | ----- | --- | --- | ----- | ------------ |
| 1   | Шериф – Ахмед (QAT)         | 3   | 3 | 0 | 6   | 6  | 1  | 6,000 | 140 | 127 | 1,102 | 1/8 фіналу   |
| 2   | Коттафава – Nicolai (ITA)   | 3   | 2 | 1 | 5   | 4  | 2  | 2,000 | 124 | 118 | 1,051 | 1/8 фіналу   |
| 3   | Оман – Гельвіґ (SWE)        | 3   | 1 | 2 | 4   | 3  | 4  | 0,750 | 139 | 134 | 1,037 | 1/8 фіналу   |
| 4   | Ніколаїдіс – Каррачер (AUS) | 3   | 0 | 3 | 3   | 0  | 6  | 0,000 | 102 | 126 | 0,810 |              |

| 27 липня 2024 15:00 | Оман – Гельвіґ | 2–0 | Ніколаїдіс – Каррачер | Стадіон Ейфелевої вежі на Марсовому полі, Париж Attendance: 10,516 Referee(s): Браян Гіберт (CAN), Роберт Леко (SRB) Report(s): https://www.fivb.org/vis2009/getdocument.asmx?no=256690257 |
| 27 липня 2024 15:00 | (21–14, 21–19) |     |                       | Стадіон Ейфелевої вежі на Марсовому полі, Париж Attendance: 10,516 Referee(s): Браян Гіберт (CAN), Роберт Леко (SRB) Report(s): https://www.fivb.org/vis2009/getdocument.asmx?no=256690257 |

| 27 липня 2024 23:00 | Коттафава – Nicolai | 0–2 | Шериф – Ахмед | Стадіон Ейфелевої вежі на Марсовому полі, Париж Attendance: 10,314 Referee(s): Брігем Біті (USA), Ван Ліцзюнь (CHN) Report(s): https://www.fivb.org/vis2009/getdocument.asmx?no=256690718 |
| 27 липня 2024 23:00 | (19–21, 18–21)      |     |               | Стадіон Ейфелевої вежі на Марсовому полі, Париж Attendance: 10,314 Referee(s): Брігем Біті (USA), Ван Ліцзюнь (CHN) Report(s): https://www.fivb.org/vis2009/getdocument.asmx?no=256690718 |

| 29 липня 2024 09:00 | Коттафава – Nicolai | 2–0 | Ніколаїдіс – Каррачер | Стадіон Ейфелевої вежі на Марсовому полі, Париж Attendance: 8,651 Referee(s): Хосе Падрон (ESP), Жан Мукундіякурі (RWA) Report(s): https://www.fivb.org/vis2009/getdocument.asmx?no=256691258 |
| 29 липня 2024 09:00 | (21–19, 21–18)      |     |                       | Стадіон Ейфелевої вежі на Марсовому полі, Париж Attendance: 8,651 Referee(s): Хосе Падрон (ESP), Жан Мукундіякурі (RWA) Report(s): https://www.fivb.org/vis2009/getdocument.asmx?no=256691258 |

| 29 липня 2024 20:00 | Оман – Гельвіґ        | 1–2 | Шериф – Ахмед | Стадіон Ейфелевої вежі на Марсовому полі, Париж Attendance: 10,023 Referee(s): Освальдо Сумавіль (ARG), Ван Ліцзюнь (CHN) Report(s): https://www.fivb.org/vis2009/getdocument.asmx?no=256691373 |
| 29 липня 2024 20:00 | (21–15, 19–21, 18–20) |     |               | Стадіон Ейфелевої вежі на Марсовому полі, Париж Attendance: 10,023 Referee(s): Освальдо Сумавіль (ARG), Ван Ліцзюнь (CHN) Report(s): https://www.fivb.org/vis2009/getdocument.asmx?no=256691373 |

| 1 серпня 2024 10:00 | Шериф – Ахмед  | 2–0 | Ніколаїдіс – Каррачер | Стадіон Ейфелевої вежі на Марсовому полі, Париж Attendance: 9,949 Referee(s): Руй Карвалью (POR), Давіде Крешентіні (ITA) Report(s): https://www.fivb.org/vis2009/getdocument.asmx?no=256691943 |
| 1 серпня 2024 10:00 | (21–14, 21–18) |     |                       | Стадіон Ейфелевої вежі на Марсовому полі, Париж Attendance: 9,949 Referee(s): Руй Карвалью (POR), Давіде Крешентіні (ITA) Report(s): https://www.fivb.org/vis2009/getdocument.asmx?no=256691943 |

| 1 серпня 2024 17:00 | Оман – Гельвіґ | 0–2 | Коттафава – Nicolai | Стадіон Ейфелевої вежі на Марсовому полі, Париж Attendance: 10,808 Referee(s): Брігем Біті (USA), Хуан Сааведра (COL) Report(s): https://www.fivb.org/vis2009/getdocument.asmx?no=256692189 |
| 1 серпня 2024 17:00 | (22–24, 17–21) |     |                     | Стадіон Ейфелевої вежі на Марсовому полі, Париж Attendance: 10,808 Referee(s): Брігем Біті (USA), Хуан Сааведра (COL) Report(s): https://www.fivb.org/vis2009/getdocument.asmx?no=256692189 |

### Група B
| Поз | Team                            | Pld | W | L | Pts | SW | SL | SR    | SPW | SPL | SPR   | Кваліфікація |
| --- | ------------------------------- | --- | - | - | --- | -- | -- | ----- | --- | --- | ----- | ------------ |
| 1   | Сол – Серум (NOR)               | 3   | 3 | 0 | 6   | 6  | 0  | MAX   | 126 | 92  | 1,370 | 1/8 фіналу   |
| 2   | Ван де Велде – Іммерс (NED)     | 3   | 1 | 2 | 4   | 3  | 4  | 0,750 | 131 | 133 | 0,985 | 1/8 фіналу   |
| 3   | М. Грімальт – Е. Грімальт (CHI) | 3   | 1 | 2 | 4   | 2  | 4  | 0,500 | 109 | 120 | 0,908 | Лакі-лузери  |
| 4   | Ранг'єрі – Карамбула (ITA)      | 3   | 1 | 2 | 4   | 2  | 5  | 0,400 | 119 | 140 | 0,850 |              |

1. 1 2 3  NED 1.055 points ratio, CHI 1.013, ITA 0.939.

| 28 липня 2024 10:00 | Ван де Велде – Іммерс | 1–2 | Ранг'єрі – Карамбула | Стадіон Ейфелевої вежі на Марсовому полі, Париж Attendance: 10,149 Referee(s): Роберт Леко (SRB), Жан Мукундіякурі (RWA) Report(s): https://www.fivb.org/vis2009/getdocument.asmx?no=256691003 |
| 28 липня 2024 10:00 | (20–22, 21–19, 13–15) |     |                      | Стадіон Ейфелевої вежі на Марсовому полі, Париж Attendance: 10,149 Referee(s): Роберт Леко (SRB), Жан Мукундіякурі (RWA) Report(s): https://www.fivb.org/vis2009/getdocument.asmx?no=256691003 |

| 28 липня 2024 21:00 | Мол – Серум    | 2–0 | М. Грімальт – Е. Грімальт | Стадіон Ейфелевої вежі на Марсовому полі, Париж Attendance: 10,402 Referee(s): Брігем Біті (USA), Жизелі Амантіну (BRA) Report(s): https://www.fivb.org/vis2009/getdocument.asmx?no=256691212 |
| 28 липня 2024 21:00 | (21–14, 21–16) |     |                           | Стадіон Ейфелевої вежі на Марсовому полі, Париж Attendance: 10,402 Referee(s): Брігем Біті (USA), Жизелі Амантіну (BRA) Report(s): https://www.fivb.org/vis2009/getdocument.asmx?no=256691212 |

| 31 липня 2024 16:00 | Ван де Велде – Іммерс | 2–0 | М. Грімальт – Е. Грімальт | Стадіон Ейфелевої вежі на Марсовому полі, Париж Attendance: 10,606 Referee(s): Освальдо Сумавіль (ARG), Брігем Біті (USA) Report(s): https://www.fivb.org/vis2009/getdocument.asmx?no=256691737 |
| 31 липня 2024 16:00 | (21–19, 21–16)        |     |                           | Стадіон Ейфелевої вежі на Марсовому полі, Париж Attendance: 10,606 Referee(s): Освальдо Сумавіль (ARG), Брігем Біті (USA) Report(s): https://www.fivb.org/vis2009/getdocument.asmx?no=256691737 |

| 31 липня 2024 22:30 | Мол – Серум    | 2–0 | Ранг'єрі – Карамбула | Стадіон Ейфелевої вежі на Марсовому полі, Париж Attendance: 10,666 Referee(s): Ван Ліцзюнь (CHN), Браян Гіберт (CAN) Report(s): https://www.fivb.org/vis2009/getdocument.asmx?no=256691828 |
| 31 липня 2024 22:30 | (21–12, 21–15) |     |                      | Стадіон Ейфелевої вежі на Марсовому полі, Париж Attendance: 10,666 Referee(s): Ван Ліцзюнь (CHN), Браян Гіберт (CAN) Report(s): https://www.fivb.org/vis2009/getdocument.asmx?no=256691828 |

| 2 серпня 2024 10:00 | Ранг'єрі – Карамбула | 0–2 | М. Грімальт – Е. Грімальт | Стадіон Ейфелевої вежі на Марсовому полі, Париж Attendance: 10,201 Referee(s): Руй Карвалью (POR), Браян Гіберт (CAN) Report(s): https://www.fivb.org/vis2009/getdocument.asmx?no=256692397 |
| 2 серпня 2024 10:00 | (15–21, 21–23)       |     |                           | Стадіон Ейфелевої вежі на Марсовому полі, Париж Attendance: 10,201 Referee(s): Руй Карвалью (POR), Браян Гіберт (CAN) Report(s): https://www.fivb.org/vis2009/getdocument.asmx?no=256692397 |

| 2 серпня 2024 20:00 | Мол – Серум    | 2–0 | Ван де Велде – Іммерс | Стадіон Ейфелевої вежі на Марсовому полі, Париж Attendance: 9,944 Referee(s): Хуан Сааведра (COL), Аґнєшка Мишковська (POL) Report(s): https://www.fivb.org/vis2009/getdocument.asmx?no=256692764 |
| 2 серпня 2024 20:00 | (21–16, 21–19) |     |                       | Стадіон Ейфелевої вежі на Марсовому полі, Париж Attendance: 9,944 Referee(s): Хуан Сааведра (COL), Аґнєшка Мишковська (POL) Report(s): https://www.fivb.org/vis2009/getdocument.asmx?no=256692764 |

### Група C
| Поз | Team                   | Pld | W | L | Pts | SW | SL | SR    | SPW | SPL | SPR   | Кваліфікація |
| --- | ---------------------- | --- | - | - | --- | -- | -- | ----- | --- | --- | ----- | ------------ |
| 1   | Елерс – Віклер (GER)   | 3   | 3 | 0 | 6   | 6  | 1  | 6,000 | 140 | 122 | 1,148 | 1/8 фіналу   |
| 2   | Бриль – Лосяк (POL)    | 3   | 2 | 1 | 5   | 4  | 2  | 2,000 | 118 | 107 | 1,103 | 1/8 фіналу   |
| 3   | Годжес – Шуберт (AUS)  | 3   | 1 | 2 | 4   | 3  | 4  | 0,750 | 131 | 134 | 0,978 | Лакі-лузери  |
| 4   | Бассеро – Лінель (FRA) | 3   | 0 | 3 | 3   | 0  | 6  | 0,000 | 101 | 127 | 0,795 |              |

| 30 липня 2024 09:00 | Бриль – Лосяк  | 2–0 | Годжес – Шуберт | Стадіон Ейфелевої вежі на Марсовому полі, Париж Attendance: 9,591 Referee(s): Руй Карвалью (POR), Жан Мукундіякурі (RWA) Report(s): https://www.fivb.org/vis2009/getdocument.asmx?no=256691423 |
| 30 липня 2024 09:00 | (21–16, 21–16) |     |                 | Стадіон Ейфелевої вежі на Марсовому полі, Париж Attendance: 9,591 Referee(s): Руй Карвалью (POR), Жан Мукундіякурі (RWA) Report(s): https://www.fivb.org/vis2009/getdocument.asmx?no=256691423 |

| 30 липня 2024 10:00 | Елерс – Віклер | 2–0 | Бассеро – Лінель | Стадіон Ейфелевої вежі на Марсовому полі, Париж Attendance: 10,233 Referee(s): José Padrón (ESP), Роберт Леко (SRB) Report(s): https://www.fivb.org/vis2009/getdocument.asmx?no=256691440 |
| 30 липня 2024 10:00 | (21–15, 21–17) |     |                  | Стадіон Ейфелевої вежі на Марсовому полі, Париж Attendance: 10,233 Referee(s): José Padrón (ESP), Роберт Леко (SRB) Report(s): https://www.fivb.org/vis2009/getdocument.asmx?no=256691440 |

| 1 серпня 2024 09:00 | Елерс – Віклер        | 2–1 | Годжес – Шуберт | Стадіон Ейфелевої вежі на Марсовому полі, Париж Attendance: 7,795 Referee(s): Роберт Леко (SRB), Джованні Бейк (RSA) Report(s): https://www.fivb.org/vis2009/getdocument.asmx?no=256691920 |
| 1 серпня 2024 09:00 | (16–21, 21–18, 19–17) |     |                 | Стадіон Ейфелевої вежі на Марсовому полі, Париж Attendance: 7,795 Referee(s): Роберт Леко (SRB), Джованні Бейк (RSA) Report(s): https://www.fivb.org/vis2009/getdocument.asmx?no=256691920 |

| 1 серпня 2024 21:00 | Бриль – Лосяк  | 2–0 | Бассеро – Лінель | Стадіон Ейфелевої вежі на Марсовому полі, Париж Attendance: 10,099 Referee(s): Хуан Сааведра (COL), Ван Ліцзюнь (CHN) Report(s): https://www.fivb.org/vis2009/getdocument.asmx?no=256692298 |
| 1 серпня 2024 21:00 | (21–15, 21–18) |     |                  | Стадіон Ейфелевої вежі на Марсовому полі, Париж Attendance: 10,099 Referee(s): Хуан Сааведра (COL), Ван Ліцзюнь (CHN) Report(s): https://www.fivb.org/vis2009/getdocument.asmx?no=256692298 |

| 3 серпня 2024 09:00 | Елерс – Віклер | 2–0 | Бриль – Лосяк | Стадіон Ейфелевої вежі на Марсовому полі, Париж Attendance: 8,849 Referee(s): Харалампос Пападогулас (GRE), Сільвен Друар (FRA) Report(s): https://www.fivb.org/vis2009/getdocument.asmx?no=256692828 |
| 3 серпня 2024 09:00 | (21–19, 21–15) |     |               | Стадіон Ейфелевої вежі на Марсовому полі, Париж Attendance: 8,849 Referee(s): Харалампос Пападогулас (GRE), Сільвен Друар (FRA) Report(s): https://www.fivb.org/vis2009/getdocument.asmx?no=256692828 |

| 3 серпня 2024 10:00 | Годжес – Шуберт | 2–0 | Бассеро – Лінель | Стадіон Ейфелевої вежі на Марсовому полі, Париж Attendance: 10,525 Referee(s): Руй Карвалью (POR), Браян Гіберт (CAN) Report(s): https://www.fivb.org/vis2009/getdocument.asmx?no=256692843 |
| 3 серпня 2024 10:00 | (21–16, 22–20)  |     |                  | Стадіон Ейфелевої вежі на Марсовому полі, Париж Attendance: 10,525 Referee(s): Руй Карвалью (POR), Браян Гіберт (CAN) Report(s): https://www.fivb.org/vis2009/getdocument.asmx?no=256692843 |

### Група D
| Поз | Team                    | Pld | W | L | Pts | SW | SL | SR    | SPW | SPL | SPR   | Кваліфікація |
| --- | ----------------------- | --- | - | - | --- | -- | -- | ----- | --- | --- | ----- | ------------ |
| 1   | Діас – Алайо (CUB)      | 3   | 3 | 0 | 6   | 6  | 0  | MAX   | 126 | 92  | 1,370 | 1/8 фіналу   |
| 2   | Партейн – Бенеш (USA)   | 3   | 2 | 1 | 5   | 4  | 3  | 1,333 | 135 | 126 | 1,071 | 1/8 фіналу   |
| 3   | Джордж – Андре (BRA)    | 3   | 1 | 2 | 4   | 3  | 4  | 0,750 | 119 | 120 | 0,992 | 1/8 фіналу   |
| 4   | Абіча – Ель-Грауї (MAR) | 3   | 0 | 3 | 3   | 0  | 6  | 0,000 | 91  | 133 | 0,684 |              |

| 27 липня 2024 14:00 | Партейн – Бенеш | 0–2 | Діас – Алайо | Стадіон Ейфелевої вежі на Марсовому полі, Париж Attendance: 10,516 Referee(s): Давіде Крешентіні (ITA), Джованні Бейк (RSA) Report(s): https://www.fivb.org/vis2009/getdocument.asmx?no=256690199 |
| 27 липня 2024 14:00 | (18–21, 18–21)  |     |              | Стадіон Ейфелевої вежі на Марсовому полі, Париж Attendance: 10,516 Referee(s): Давіде Крешентіні (ITA), Джованні Бейк (RSA) Report(s): https://www.fivb.org/vis2009/getdocument.asmx?no=256690199 |

| 27 липня 2024 19:00 | Джордж – Андре | 2–0 | Абіча – Ель-Грауї | Стадіон Ейфелевої вежі на Марсовому полі, Париж Attendance: 10,250 Referee(s): Сільвен Друар (FRA), Харалампос Пападогулас (GRE) Report(s): https://www.fivb.org/vis2009/getdocument.asmx?no=256690641 |
| 27 липня 2024 19:00 | (21–18, 21–10) |     |                   | Стадіон Ейфелевої вежі на Марсовому полі, Париж Attendance: 10,250 Referee(s): Сільвен Друар (FRA), Харалампос Пападогулас (GRE) Report(s): https://www.fivb.org/vis2009/getdocument.asmx?no=256690641 |

| 30 липня 2024 12:00 | Джордж – Андре | 0–2 | Діас – Алайо | Стадіон Ейфелевої вежі на Марсовому полі, Париж Attendance: 10,590 Referee(s): Харалампос Пападогулас (GRE), Маріко Сатомі (JPN) Report(s): https://www.fivb.org/vis2009/getdocument.asmx?no=256691464 |
| 30 липня 2024 12:00 | (13–21, 18–21) |     |              | Стадіон Ейфелевої вежі на Марсовому полі, Париж Attendance: 10,590 Referee(s): Харалампос Пападогулас (GRE), Маріко Сатомі (JPN) Report(s): https://www.fivb.org/vis2009/getdocument.asmx?no=256691464 |

| 30 липня 2024 15:00 | Партейн – Бенеш | 2–0 | Абіча – Ель-Грауї | Стадіон Ейфелевої вежі на Марсовому полі, Париж Attendance: 10,226 Referee(s): Жан Мукундіякурі (RWA), Роберт Леко (SRB) Report(s): https://www.fivb.org/vis2009/getdocument.asmx?no=256691513 |
| 30 липня 2024 15:00 | (21–12, 28–26)  |     |                   | Стадіон Ейфелевої вежі на Марсовому полі, Париж Attendance: 10,226 Referee(s): Жан Мукундіякурі (RWA), Роберт Леко (SRB) Report(s): https://www.fivb.org/vis2009/getdocument.asmx?no=256691513 |

| 1 серпня 2024 12:00 | Діас – Алайо   | 2–0 | Абіча – Ель-Грауї | Стадіон Ейфелевої вежі на Марсовому полі, Париж Attendance: 10,697 Referee(s): Джованні Бейк (RSA), Маріко Сатомі (JPN) Report(s): https://www.fivb.org/vis2009/getdocument.asmx?no=256692020 |
| 1 серпня 2024 12:00 | (21–14, 21–11) |     |                   | Стадіон Ейфелевої вежі на Марсовому полі, Париж Attendance: 10,697 Referee(s): Джованні Бейк (RSA), Маріко Сатомі (JPN) Report(s): https://www.fivb.org/vis2009/getdocument.asmx?no=256692020 |

| 1 серпня 2024 15:00 | Джордж – Андре       | 1–2 | Партейн – Бенеш | Стадіон Ейфелевої вежі на Марсовому полі, Париж Attendance: 10,107 Referee(s): Харалампос Пападогулас (GRE), Давіде Крешентіні (ITA) Report(s): https://www.fivb.org/vis2009/getdocument.asmx?no=256692123 |
| 1 серпня 2024 15:00 | (17–21, 21–14, 8–15) |     |                 | Стадіон Ейфелевої вежі на Марсовому полі, Париж Attendance: 10,107 Referee(s): Харалампос Пападогулас (GRE), Давіде Крешентіні (ITA) Report(s): https://www.fivb.org/vis2009/getdocument.asmx?no=256692123 |

### Група E
| Поз | Team                    | Pld | W | L | Pts | SW | SL | SR    | SPW | SPL | SPR   | Кваліфікація |
| --- | ----------------------- | --- | - | - | --- | -- | -- | ----- | --- | --- | ----- | ------------ |
| 1   | Еавндро – Артур (BRA)   | 3   | 3 | 0 | 6   | 6  | 0  | MAX   | 126 | 100 | 1,260 | 1/8 фіналу   |
| 2   | Перушич – Швайнер (CZE) | 3   | 2 | 1 | 5   | 4  | 2  | 2,000 | 118 | 109 | 1,083 | 1/8 фіналу   |
| 3   | Шехтер – Дірінґ (CAN)   | 3   | 1 | 2 | 4   | 2  | 4  | 0,500 | 107 | 115 | 0,930 | Лакі-лузери  |
| 4   | Герль – Горст (AUT)     | 3   | 0 | 3 | 3   | 0  | 6  | 0,000 | 99  | 126 | 0,786 |              |

| 28 липня 2024 17:00 | Перушич – Швайнер | 2–0 | Шехтер – Дірінґ | Стадіон Ейфелевої вежі на Марсовому полі, Париж Attendance: 10,779 Referee(s): Ван Ліцзюнь (CHN), Освальдо Сумавіль (ARG) Report(s): https://www.fivb.org/vis2009/getdocument.asmx?no=256691182 |
| 28 липня 2024 17:00 | (21–17, 21–19)    |     |                 | Стадіон Ейфелевої вежі на Марсовому полі, Париж Attendance: 10,779 Referee(s): Ван Ліцзюнь (CHN), Освальдо Сумавіль (ARG) Report(s): https://www.fivb.org/vis2009/getdocument.asmx?no=256691182 |

| 28 липня 2024 20:00 | Еавндро – Артур | 2–0 | Герль – Горст | Стадіон Ейфелевої вежі на Марсовому полі, Париж Attendance: 6,092 Referee(s): Браян Гіберт (CAN), Сільвен Друар (FRA) Report(s): https://www.fivb.org/vis2009/getdocument.asmx?no=256691201 |
| 28 липня 2024 20:00 | (21–18, 21–19)  |     |               | Стадіон Ейфелевої вежі на Марсовому полі, Париж Attendance: 6,092 Referee(s): Браян Гіберт (CAN), Сільвен Друар (FRA) Report(s): https://www.fivb.org/vis2009/getdocument.asmx?no=256691201 |

| 31 липня 2024 09:00 | Перушич – Швайнер | 2–0 | Герль – Горст | Стадіон Ейфелевої вежі на Марсовому полі, Париж Attendance: 8,829 Referee(s): Charalampos Papadogulas (GRE), Хосе Падрон (ESP) Report(s): https://www.fivb.org/vis2009/getdocument.asmx?no=256691659 |
| 31 липня 2024 09:00 | (21–18, 21–13)    |     |               | Стадіон Ейфелевої вежі на Марсовому полі, Париж Attendance: 8,829 Referee(s): Charalampos Papadogulas (GRE), Хосе Падрон (ESP) Report(s): https://www.fivb.org/vis2009/getdocument.asmx?no=256691659 |

| 31 липня 2024 20:30 | Еавндро – Артур | 2–0 | Шехтер – Дірінґ | Стадіон Ейфелевої вежі на Марсовому полі, Париж Attendance: 9,585 Referee(s): Хуан Сааведра (COL), Сільвен Друар (FRA) Report(s): https://www.fivb.org/vis2009/getdocument.asmx?no=256691786 |
| 31 липня 2024 20:30 | (21–13, 21–16)  |     |                 | Стадіон Ейфелевої вежі на Марсовому полі, Париж Attendance: 9,585 Referee(s): Хуан Сааведра (COL), Сільвен Друар (FRA) Report(s): https://www.fivb.org/vis2009/getdocument.asmx?no=256691786 |

| 2 серпня 2024 11:00 | Герль – Горст  | 0–2 | Шехтер – Дірінґ | Стадіон Ейфелевої вежі на Марсовому полі, Париж Attendance: 10,640 Referee(s): Давіде Крешентіні (ITA), Сільвен Друар (FRA) Report(s): https://www.fivb.org/vis2009/getdocument.asmx?no=256692443 |
| 2 серпня 2024 11:00 | (16–21, 15–21) |     |                 | Стадіон Ейфелевої вежі на Марсовому полі, Париж Attendance: 10,640 Referee(s): Давіде Крешентіні (ITA), Сільвен Друар (FRA) Report(s): https://www.fivb.org/vis2009/getdocument.asmx?no=256692443 |

| 2 серпня 2024 21:00 | Перушич – Швайнер | 0–2 | Еавндро – Артур | Стадіон Ейфелевої вежі на Марсовому полі, Париж Attendance: 10,797 Referee(s): Хосе Падрон (ESP), Жан Мукундіякурі (RWA) Report(s): https://www.fivb.org/vis2009/getdocument.asmx?no=256692778 |
| 2 серпня 2024 21:00 | (18–21, 16–21)    |     |                 | Стадіон Ейфелевої вежі на Марсовому полі, Париж Attendance: 10,797 Referee(s): Хосе Падрон (ESP), Жан Мукундіякурі (RWA) Report(s): https://www.fivb.org/vis2009/getdocument.asmx?no=256692778 |

### Група F
| Поз | Team                    | Pld | W | L | Pts | SW | SL | SR    | SPW | SPL | SPR   | Кваліфікація |
| --- | ----------------------- | --- | - | - | --- | -- | -- | ----- | --- | --- | ----- | ------------ |
| 1   | Бурманс – Де Ґрот (NED) | 3   | 3 | 0 | 6   | 6  | 0  | MAX   | 126 | 89  | 1,416 | 1/8 фіналу   |
| 2   | Еррера – Гавіра (ESP)   | 3   | 2 | 1 | 5   | 4  | 3  | 1,333 | 131 | 123 | 1,065 | 1/8 фіналу   |
| 3   | Еванс – Б'юдінґер (USA) | 3   | 1 | 2 | 4   | 2  | 4  | 0,500 | 99  | 109 | 0,908 | Лакі-лузери  |
| 4   | Кру – Готьє-Рат (FRA)   | 3   | 0 | 3 | 3   | 1  | 6  | 0,167 | 108 | 143 | 0,755 |              |

| 29 липня 2024 10:00 | Бурманс – Де Ґрот | 2–0 | Еррера – Гавіра | Стадіон Ейфелевої вежі на Марсовому полі, Париж Attendance: 10,732 Referee(s): Хуан Сааведра (COL), Харалампос Пападогулас (GRE) Report(s): https://www.fivb.org/vis2009/getdocument.asmx?no=256691276 |
| 29 липня 2024 10:00 | (21–15, 21–15)    |     |                 | Стадіон Ейфелевої вежі на Марсовому полі, Париж Attendance: 10,732 Referee(s): Хуан Сааведра (COL), Харалампос Пападогулас (GRE) Report(s): https://www.fivb.org/vis2009/getdocument.asmx?no=256691276 |

| 29 липня 2024 16:00 | Кру – Готьє-Рат | 0–2 | Еванс – Б'юдінґер | Стадіон Ейфелевої вежі на Марсовому полі, Париж Attendance: 10,820 Referee(s): Давіде Крешентіні (ITA), Браян Гіберт (CAN) Report(s): https://www.fivb.org/vis2009/getdocument.asmx?no=256691349 |
| 29 липня 2024 16:00 | (14–21, 11–21)  |     |                   | Стадіон Ейфелевої вежі на Марсовому полі, Париж Attendance: 10,820 Referee(s): Давіде Крешентіні (ITA), Браян Гіберт (CAN) Report(s): https://www.fivb.org/vis2009/getdocument.asmx?no=256691349 |

| 30 липня 2024 17:00 | Кру – Готьє-Рат      | 1–2 | Еррера – Гавіра | Стадіон Ейфелевої вежі на Марсовому полі, Париж Attendance: 10,854 Referee(s): Брігем Біті (USA), Жизелі Амантіну (BRA) Report(s): https://www.fivb.org/vis2009/getdocument.asmx?no=256691588 |
| 30 липня 2024 17:00 | (21–23, 23–21, 8–15) |     |                 | Стадіон Ейфелевої вежі на Марсовому полі, Париж Attendance: 10,854 Referee(s): Брігем Біті (USA), Жизелі Амантіну (BRA) Report(s): https://www.fivb.org/vis2009/getdocument.asmx?no=256691588 |

| 30 липня 2024 20:00 | Бурманс – Де Ґрот | 2–0 | Еванс – Б'юдінґер | Стадіон Ейфелевої вежі на Марсовому полі, Париж Attendance: 10,329 Referee(s): Браян Гіберт (CAN), Освальдо Сумавіль (ARG) Report(s): https://www.fivb.org/vis2009/getdocument.asmx?no=256691595 |
| 30 липня 2024 20:00 | (21–13, 21–15)    |     |                   | Стадіон Ейфелевої вежі на Марсовому полі, Париж Attendance: 10,329 Referee(s): Браян Гіберт (CAN), Освальдо Сумавіль (ARG) Report(s): https://www.fivb.org/vis2009/getdocument.asmx?no=256691595 |

| 2 серпня 2024 15:00 | Еррера – Гавіра | 2–0 | Еванс – Б'юдінґер | Стадіон Ейфелевої вежі на Марсовому полі, Париж Attendance: 10,073 Referee(s): Харалампос Пападогулас (GRE), Сільвен Друар (FRA) Report(s): https://www.fivb.org/vis2009/getdocument.asmx?no=256692608 |
| 2 серпня 2024 15:00 | (21–18, 21–11)  |     |                   | Стадіон Ейфелевої вежі на Марсовому полі, Париж Attendance: 10,073 Referee(s): Харалампос Пападогулас (GRE), Сільвен Друар (FRA) Report(s): https://www.fivb.org/vis2009/getdocument.asmx?no=256692608 |

| 2 серпня 2024 16:00 | Кру – Готьє-Рат | 0–2 | Бурманс – Де Ґрот | Стадіон Ейфелевої вежі на Марсовому полі, Париж Attendance: 10,767 Referee(s): Освальдо Сумавіль (ARG), Брігем Біті (USA) Report(s): https://www.fivb.org/vis2009/getdocument.asmx?no=256692645 |
| 2 серпня 2024 16:00 | (15–21, 16–21)  |     |                   | Стадіон Ейфелевої вежі на Марсовому полі, Париж Attendance: 10,767 Referee(s): Освальдо Сумавіль (ARG), Брігем Біті (USA) Report(s): https://www.fivb.org/vis2009/getdocument.asmx?no=256692645 |

### Лакі-лузери
В цій таблиці показано рейтинг команд, що на груповому етапі посіли треті місця. Перші дві з них потрапляють до наступного раунду автоматично. Решта команд змагаються за два місця, що залишилися. 3-тя команда грає з 6-ю, а 4-та з 5-ю.
| Поз | Grp | Team                            | Pld | W | L | Pts | SW | SL | SR    | SPW | SPL | SPR   | Кваліфікація         |
| --- | --- | ------------------------------- | --- | - | - | --- | -- | -- | ----- | --- | --- | ----- | -------------------- |
| 1   | A   | Оман – Гельвіґ (SWE)            | 3   | 1 | 2 | 4   | 3  | 4  | 0,750 | 139 | 134 | 1,037 | 1/8 фіналу           |
| 2   | D   | Джордж – Андре (BRA)            | 3   | 1 | 2 | 4   | 3  | 4  | 0,750 | 119 | 120 | 0,992 | 1/8 фіналу           |
| 3   | C   | Годжес – Шуберт (AUS)           | 3   | 1 | 2 | 4   | 3  | 4  | 0,750 | 131 | 134 | 0,978 | Плей-оф лакі-лузерів |
| 4   | E   | Шехтер – Дірінґ (CAN)           | 3   | 1 | 2 | 4   | 2  | 4  | 0,500 | 107 | 115 | 0,930 | Плей-оф лакі-лузерів |
| 5   | B   | М. Грімальт – Е. Грімальт (CHI) | 3   | 1 | 2 | 4   | 2  | 4  | 0,500 | 109 | 120 | 0,908 | Плей-оф лакі-лузерів |
| 6   | F   | Еванс – Б'юдінґер (USA)         | 3   | 1 | 2 | 4   | 2  | 4  | 0,500 | 99  | 109 | 0,908 | Плей-оф лакі-лузерів |

#### Плей-оф лакі-лузерів
| 3 серпня 2024 18:00 | Шехтер – Дірінґ | 0–2 (retired) | М. Грімальт – Е. Грімальт | Стадіон Ейфелевої вежі на Марсовому полі, Париж Attendance: 10,659 Referee(s): Хосе Падрон (ESP), Освальдо Сумавіль (ARG) Report(s): https://www.fivb.org/vis2009/getdocument.asmx?no=256693125 |
| 3 серпня 2024 18:00 | (1–21, 0–21)    |               |                           | Стадіон Ейфелевої вежі на Марсовому полі, Париж Attendance: 10,659 Referee(s): Хосе Падрон (ESP), Освальдо Сумавіль (ARG) Report(s): https://www.fivb.org/vis2009/getdocument.asmx?no=256693125 |

| 3 серпня 2024 23:00 | Годжес – Шуберт | 0–2 | Еванс – Б'юдінґер | Стадіон Ейфелевої вежі на Марсовому полі, Париж Attendance: 10,852 Referee(s): Хосе Падрон (ESP), Жан Мукундіякурі (RWA) Report(s): https://www.fivb.org/vis2009/getdocument.asmx?no=256693234 |
| 3 серпня 2024 23:00 | (19–21, 17–21)  |     |                   | Стадіон Ейфелевої вежі на Марсовому полі, Париж Attendance: 10,852 Referee(s): Хосе Падрон (ESP), Жан Мукундіякурі (RWA) Report(s): https://www.fivb.org/vis2009/getdocument.asmx?no=256693234 |

## Матчі на вибування

### Сітка
|  | 1/8 фіналу                      | 1/8 фіналу              |                       |   | Чвертьфінали            | Чвертьфінали            |           |           | Півфінали | Півфінали |  |  | Gold medal | Gold medal |
|  |                                 |                         |                       |   |                         |                         |           |           |           |           |  |  |            |            |
|  | 5 серпня                        |                         |                       |   |                         |                         |           |           |           |           |  |  |            |            |
|  |                                 |                         |                       |   |                         |                         |           |           |           |           |  |  |            |            |
|  | Шериф – Ахмед (QAT)             | 2                       |                       |   |                         |                         |           |           |           |           |  |  |            |            |
|  | Шериф – Ахмед (QAT)             | 2                       | 7 серпня              |   |                         |                         |           |           |           |           |  |  |            |            |
|  | М. Грімальт – Е. Грімальт (CHI) | 0                       |                       |   |                         |                         |           |           |           |           |  |  |            |            |
|  | М. Грімальт – Е. Грімальт (CHI) | 0                       | Шериф – Ахмед (QAT)   | 2 |                         |                         |           |           |           |           |  |  |            |            |
|  | 5 серпня                        |                         | Шериф – Ахмед (QAT)   | 2 |                         |                         |           |           |           |           |  |  |            |            |
|  |                                 | Партейн – Бенеш (USA)   | 0                     |   |                         |                         |           |           |           |           |  |  |            |            |
|  | Партейн – Бенеш (USA)           | Партейн – Бенеш (USA)   | 0                     | 2 |                         |                         |           |           |           |           |  |  |            |            |
|  | Партейн – Бенеш (USA)           |                         | 8 серпня              | 2 |                         |                         |           |           |           |           |  |  |            |            |
|  | Коттафава – Nicolai (ITA)       | 0                       |                       |   |                         |                         |           |           |           |           |  |  |            |            |
|  | Коттафава – Nicolai (ITA)       | 0                       | Шериф – Ахмед (QAT)   | 0 |                         |                         |           |           |           |           |  |  |            |            |
|  | 4 серпня                        |                         | Шериф – Ахмед (QAT)   | 0 |                         |                         |           |           |           |           |  |  |            |            |
|  |                                 | Оман – Гельвіґ (SWE)    | 2                     |   |                         |                         |           |           |           |           |  |  |            |            |
|  | Еавндро – Артур (BRA)           | Оман – Гельвіґ (SWE)    | 2                     | 2 |                         |                         |           |           |           |           |  |  |            |            |
|  | Еавндро – Артур (BRA)           | 6 серпня                |                       | 2 |                         |                         |           |           |           |           |  |  |            |            |
|  | Ван де Велде – Іммерс (NED)     | 0                       |                       |   |                         |                         |           |           |           |           |  |  |            |            |
|  | Ван де Велде – Іммерс (NED)     | 0                       | Еавндро – Артур (BRA) | 0 |                         |                         |           |           |           |           |  |  |            |            |
|  | 4 серпня                        |                         | Еавндро – Артур (BRA) | 0 |                         |                         |           |           |           |           |  |  |            |            |
|  |                                 | Оман – Гельвіґ (SWE)    | 2                     |   |                         |                         |           |           |           |           |  |  |            |            |
|  | Оман – Гельвіґ (SWE)            | Оман – Гельвіґ (SWE)    | 2                     | 2 |                         |                         |           |           |           |           |  |  |            |            |
|  | Оман – Гельвіґ (SWE)            |                         | 10 серпня             | 2 |                         |                         |           |           |           |           |  |  |            |            |
|  | Діас – Алайо (CUB)              | 1                       |                       |   |                         |                         |           |           |           |           |  |  |            |            |
|  | Діас – Алайо (CUB)              | 1                       | Оман – Гельвіґ (SWE)  |   |                         |                         |           |           |           |           |  |  |            |            |
|  | 4 серпня                        |                         |                       |   |                         |                         |           |           |           |           |  |  |            |            |
|  |                                 | Елерс – Віклер (GER)    |                       |   |                         |                         |           |           |           |           |  |  |            |            |
|  | Елерс – Віклер (GER)            | 2                       |                       |   |                         |                         |           |           |           |           |  |  |            |            |
|  | Елерс – Віклер (GER)            | 2                       | 6 серпня              |   |                         |                         |           |           |           |           |  |  |            |            |
|  | Джордж – Андре (BRA)            | 0                       |                       |   |                         |                         |           |           |           |           |  |  |            |            |
|  | Джордж – Андре (BRA)            | 0                       | Елерс – Віклер (GER)  | 2 |                         |                         |           |           |           |           |  |  |            |            |
|  | 4 серпня                        |                         | Елерс – Віклер (GER)  | 2 |                         |                         |           |           |           |           |  |  |            |            |
|  |                                 | Бурманс – Де Ґрот (NED) | 0                     |   |                         |                         |           |           |           |           |  |  |            |            |
|  | Перушич – Швайнер (CZE)         | Бурманс – Де Ґрот (NED) | 0                     | 0 |                         |                         |           |           |           |           |  |  |            |            |
|  | Перушич – Швайнер (CZE)         |                         | 8 серпня              | 0 |                         |                         |           |           |           |           |  |  |            |            |
|  | Бурманс – Де Ґрот (NED)         | 2                       |                       |   |                         |                         |           |           |           |           |  |  |            |            |
|  | Бурманс – Де Ґрот (NED)         | 2                       | Елерс – Віклер (GER)  | 2 |                         |                         |           |           |           |           |  |  |            |            |
|  | 5 серпня                        |                         | Елерс – Віклер (GER)  | 2 |                         |                         |           |           |           |           |  |  |            |            |
|  |                                 | Мол – Серум (NOR)       | 1                     |   | Матч за бронзові медалі | Матч за бронзові медалі |           |           |           |           |  |  |            |            |
|  | Бриль – Лосяк (POL)             | Мол – Серум (NOR)       | 1                     | 0 | Матч за бронзові медалі | Матч за бронзові медалі |           |           |           |           |  |  |            |            |
|  | Бриль – Лосяк (POL)             | 7 серпня                | 7 серпня              | 0 |                         |                         | 10 серпня | 10 серпня |           |           |  |  |            |            |
|  | Еррера – Гавіра (ESP)           | 7 серпня                | 7 серпня              | 2 |                         |                         | 10 серпня | 10 серпня |           |           |  |  |            |            |
|  | Еррера – Гавіра (ESP)           | Еррера – Гавіра (ESP)   | 0                     | 2 | Шериф – Ахмед (QAT)     |                         |           |           |           |           |  |  |            |            |
|  | 5 серпня                        | Еррера – Гавіра (ESP)   | 0                     |   | Шериф – Ахмед (QAT)     |                         |           |           |           |           |  |  |            |            |
|  |                                 | Мол – Серум (NOR)       | 2                     |   | Мол – Серум (NOR)       |                         |           |           |           |           |  |  |            |            |
|  | Еванс – Б'юдінґер (USA)         | Мол – Серум (NOR)       | 2                     | 0 | Мол – Серум (NOR)       |                         |           |           |           |           |  |  |            |            |
|  | Еванс – Б'юдінґер (USA)         |                         |                       | 0 |                         |                         |           |           |           |           |  |  |            |            |
|  | Мол – Серум (NOR)               | 2                       |                       |   |                         |                         |           |           |           |           |  |  |            |            |
|  | Мол – Серум (NOR)               | 2                       |                       |   |                         |                         |           |           |           |           |  |  |            |            |

### 1/8 фіналу
| 4 серпня 2024 10:00 | Елерс – Віклер | 2–0 | Джордж – Андре | Стадіон Ейфелевої вежі на Марсовому полі, Париж Attendance: 10,638 Referee(s): Браян Гіберт (CAN), Руй Карвалью (POR) Report(s): https://www.fivb.org/vis2009/getdocument.asmx?no=256693300 |
| 4 серпня 2024 10:00 | (21–16, 21–17) |     |                | Стадіон Ейфелевої вежі на Марсовому полі, Париж Attendance: 10,638 Referee(s): Браян Гіберт (CAN), Руй Карвалью (POR) Report(s): https://www.fivb.org/vis2009/getdocument.asmx?no=256693300 |

| 4 серпня 2024 13:00 | Перушич – Швайнер | 0–2 | Бурманс – Де Ґрот | Стадіон Ейфелевої вежі на Марсовому полі, Париж Attendance: 10,434 Referee(s): Давіде Крешентіні (ITA), Сільвен Друар (FRA) Report(s): https://www.fivb.org/vis2009/getdocument.asmx?no=256693340 |
| 4 серпня 2024 13:00 | (18–21, 16–21)    |     |                   | Стадіон Ейфелевої вежі на Марсовому полі, Париж Attendance: 10,434 Referee(s): Давіде Крешентіні (ITA), Сільвен Друар (FRA) Report(s): https://www.fivb.org/vis2009/getdocument.asmx?no=256693340 |

| 4 серпня 2024 14:00 | Оман – Гельвіґ        | 2–1 | Діас – Алайо | Стадіон Ейфелевої вежі на Марсовому полі, Париж Attendance: 10,767 Referee(s): Харалампос Пападогулас (GRE), Браян Гіберт (CAN) Report(s): https://www.fivb.org/vis2009/getdocument.asmx?no=256693368 |
| 4 серпня 2024 14:00 | (21–11, 26–28, 15–11) |     |              | Стадіон Ейфелевої вежі на Марсовому полі, Париж Attendance: 10,767 Referee(s): Харалампос Пападогулас (GRE), Браян Гіберт (CAN) Report(s): https://www.fivb.org/vis2009/getdocument.asmx?no=256693368 |

| 4 серпня 2024 21:00 | Еавндро – Артур | 2–0 | Ван де Велде – Іммерс | Стадіон Ейфелевої вежі на Марсовому полі, Париж Attendance: 10,559 Referee(s): Освальдо Сумавіль (ARG), Хосе Падрон (ESP) Report(s): https://www.fivb.org/vis2009/getdocument.asmx?no=256693444 |
| 4 серпня 2024 21:00 | (21–16, 21–16)  |     |                       | Стадіон Ейфелевої вежі на Марсовому полі, Париж Attendance: 10,559 Referee(s): Освальдо Сумавіль (ARG), Хосе Падрон (ESP) Report(s): https://www.fivb.org/vis2009/getdocument.asmx?no=256693444 |

| 5 серпня 2024 10:00 | Бриль – Лосяк  | 0–2 | Еррера – Гавіра | Стадіон Ейфелевої вежі на Марсовому полі, Париж Attendance: 10,705 Referee(s): Браян Гіберт (CAN), Роберт Леко (SRB) Report(s): https://www.fivb.org/vis2009/getdocument.asmx?no=256693487 |
| 5 серпня 2024 10:00 | (21–23, 18–21) |     |                 | Стадіон Ейфелевої вежі на Марсовому полі, Париж Attendance: 10,705 Referee(s): Браян Гіберт (CAN), Роберт Леко (SRB) Report(s): https://www.fivb.org/vis2009/getdocument.asmx?no=256693487 |

| 5 серпня 2024 14:00 | Еванс – Б'юдінґер | 0–2 | Мол – Серум | Стадіон Ейфелевої вежі на Марсовому полі, Париж Attendance: 10,799 Referee(s): Джованні Бейк (RSA), Давіде Крешентіні (ITA) Report(s): https://www.fivb.org/vis2009/getdocument.asmx?no=256693510 |
| 5 серпня 2024 14:00 | (16–21, 14–21)    |     |             | Стадіон Ейфелевої вежі на Марсовому полі, Париж Attendance: 10,799 Referee(s): Джованні Бейк (RSA), Давіде Крешентіні (ITA) Report(s): https://www.fivb.org/vis2009/getdocument.asmx?no=256693510 |

| 5 серпня 2024 17:00 | Партейн – Бенеш | 2–0 | Коттафава – Nicolai | Стадіон Ейфелевої вежі на Марсовому полі, Париж Attendance: 10,105 Referee(s): Хосе Падрон (ESP), Освальдо Сумавіль (ARG) Report(s): https://www.fivb.org/vis2009/getdocument.asmx?no=256693530 |
| 5 серпня 2024 17:00 | (21–17, 21–18)  |     |                     | Стадіон Ейфелевої вежі на Марсовому полі, Париж Attendance: 10,105 Referee(s): Хосе Падрон (ESP), Освальдо Сумавіль (ARG) Report(s): https://www.fivb.org/vis2009/getdocument.asmx?no=256693530 |

| 5 серпня 2024 22:00 | Шериф – Ахмед  | 2–0 | М. Грімальт – Е. Грімальт | Стадіон Ейфелевої вежі на Марсовому полі, Париж Attendance: 10,713 Referee(s): Жизелі Амантіну (BRA), Брігем Біті (USA) Report(s): https://www.fivb.org/vis2009/getdocument.asmx?no=256693577 |
| 5 серпня 2024 22:00 | (21–14, 21–13) |     |                           | Стадіон Ейфелевої вежі на Марсовому полі, Париж Attendance: 10,713 Referee(s): Жизелі Амантіну (BRA), Брігем Біті (USA) Report(s): https://www.fivb.org/vis2009/getdocument.asmx?no=256693577 |

### Чвертьфінали
| 6 серпня 2024 17:00 | Елерс – Віклер | 2–0 | Бурманс – Де Ґрот | Стадіон Ейфелевої вежі на Марсовому полі, Париж Attendance: 10,269 Referee(s): Роберт Леко (SRB), Руй Карвалью (POR) Report(s): https://www.fivb.org/vis2009/getdocument.asmx?no=256693658 |
| 6 серпня 2024 17:00 | (22–20, 21–15) |     |                   | Стадіон Ейфелевої вежі на Марсовому полі, Париж Attendance: 10,269 Referee(s): Роберт Леко (SRB), Руй Карвалью (POR) Report(s): https://www.fivb.org/vis2009/getdocument.asmx?no=256693658 |

| 6 серпня 2024 18:00 | Еавндро – Артур | 0–2 | Оман – Гельвіґ | Стадіон Ейфелевої вежі на Марсовому полі, Париж Attendance: 10,629 Referee(s): Давіде Крешентіні (ITA), Браян Гіберт (CAN) Report(s): https://www.fivb.org/vis2009/getdocument.asmx?no=256693693 |
| 6 серпня 2024 18:00 | (17–21, 16–21)  |     |                | Стадіон Ейфелевої вежі на Марсовому полі, Париж Attendance: 10,629 Referee(s): Давіде Крешентіні (ITA), Браян Гіберт (CAN) Report(s): https://www.fivb.org/vis2009/getdocument.asmx?no=256693693 |

| 7 серпня 2024 21:00 | Еррера – Гавіра | 0–2 | Мол – Серум | Стадіон Ейфелевої вежі на Марсовому полі, Париж Attendance: 10,425 Referee(s): Браян Гіберт (CAN), Жизелі Амантіну (BRA) Report(s): https://www.fivb.org/vis2009/getdocument.asmx?no=256693865 |
| 7 серпня 2024 21:00 | (16–21, 17–21)  |     |             | Стадіон Ейфелевої вежі на Марсовому полі, Париж Attendance: 10,425 Referee(s): Браян Гіберт (CAN), Жизелі Амантіну (BRA) Report(s): https://www.fivb.org/vis2009/getdocument.asmx?no=256693865 |

| 7 серпня 2024 22:00 | Шериф – Ахмед  | 2–0 | Партейн – Бенеш | Стадіон Ейфелевої вежі на Марсовому полі, Париж Attendance: 10,731 Referee(s): Харалампос Пападогулас (GRE), Давіде Крешентіні (ITA) Report(s): https://www.fivb.org/vis2009/getdocument.asmx?no=256693873 |
| 7 серпня 2024 22:00 | (21–14, 21–16) |     |                 | Стадіон Ейфелевої вежі на Марсовому полі, Париж Attendance: 10,731 Referee(s): Харалампос Пападогулас (GRE), Давіде Крешентіні (ITA) Report(s): https://www.fivb.org/vis2009/getdocument.asmx?no=256693873 |

### Півфінали
| 8 серпня 2024 18:00 | Елерс – Віклер        | 2–1 | Мол – Серум | Стадіон Ейфелевої вежі на Марсовому полі, Париж Attendance: 10,591 Referee(s): Хуан Сааведра (COL), Харалампос Пападогулас (GRE) Report(s): https://www.fivb.org/vis2009/getdocument.asmx?no=256693986 |
| 8 серпня 2024 18:00 | (21–13, 17–21, 15–13) |     |             | Стадіон Ейфелевої вежі на Марсовому полі, Париж Attendance: 10,591 Referee(s): Хуан Сааведра (COL), Харалампос Пападогулас (GRE) Report(s): https://www.fivb.org/vis2009/getdocument.asmx?no=256693986 |

| 8 серпня 2024 22:00 | Шериф – Ахмед  | 0–2 | Оман – Гельвіґ | Стадіон Ейфелевої вежі на Марсовому полі, Париж Attendance: 10,660 Referee(s): Роберт Леко (SRB), Освальдо Сумавіль (ARG) Report(s): https://www.fivb.org/vis2009/getdocument.asmx?no=256694021 |
| 8 серпня 2024 22:00 | (13–21, 17–21) |     |                | Стадіон Ейфелевої вежі на Марсовому полі, Париж Attendance: 10,660 Referee(s): Роберт Леко (SRB), Освальдо Сумавіль (ARG) Report(s): https://www.fivb.org/vis2009/getdocument.asmx?no=256694021 |

### Матч за бронзові медалі
| 10 серпня 2024 21:00 | Шериф – Ахмед |  | Мол – Серум | Стадіон Ейфелевої вежі на Марсовому полі, Париж |
| 10 серпня 2024 21:00 |               |  |             | Стадіон Ейфелевої вежі на Марсовому полі, Париж |

### Матч за золоті медалі
| 10 серпня 2024 22:30 | Оман – Гельвіґ |  | Елерс – Віклер | Стадіон Ейфелевої вежі на Марсовому полі, Париж |
| 10 серпня 2024 22:30 |                |  |                | Стадіон Ейфелевої вежі на Марсовому полі, Париж |

## Підсумкове положення
| Місце | Командні змагання               |
| ----- | ------------------------------- |
|       |                                 |
|       |                                 |
|       |                                 |
| 4     |                                 |
| 5     | Еавндро – Артур (BRA)           |
| 5     | Бурманс – Де Ґрот (NED)         |
| 5     | Еррера – Гавіра (ESP)           |
| 5     | Партейн – Бенеш (USA)           |
| 9     | Діас – Алайо (CUB)              |
| 9     | Джордж – Андре (BRA)            |
| 9     | М. Грімальт – Е. Грімальт (CHI) |
| 9     | Перушич – Швайнер (CZE)         |
| 9     | Коттафава – Nicolai (ITA)       |
| 9     | Ван де Велде – Іммерс (NED)     |
| 9     | Бриль – Лосяк (POL)             |
| 9     | Еванс – Б'юдінґер (USA)         |
| 17    | Годжес – Шуберт (AUS)           |
| 17    | Шехтер – Дірінґ (CAN)           |
| 19    | Ніколаїдіс – Каррачер (AUS)     |
| 19    | Герль – Горст (AUT)             |
| 19    | Бассеро – Лінель (FRA)          |
| 19    | Кру – Готьє-Рат (FRA)           |
| 19    | Ранг'єрі – Карамбула (ITA)      |
| 19    | Абіча – Ель-Грауї (MAR)         |